# Gnathopleura nigriceps
Gnathopleura nigriceps är en stekelart som först beskrevs av Cresson 1865.  Gnathopleura nigriceps ingår i släktet Gnathopleura och familjen bracksteklar. Inga underarter finns listade i Catalogue of Life.